# Es por ti
Es Por Ti é uma canção escrita e interpretada pelo cantor e compositor colombiano Juanes. É o segundo single de seu segundo álbum de estúdio, Un Día Normal (2002). Foi lançado como single pela gravadora Universal Music Latino em 23 de setembro de 2002.
O single lhe rendeu dois prêmios Grammy Latino de Canção do Ano e Gravação do Ano. A música é uma balada pop de rock lento que fala sobre o amor, e a tranquilidade de estar com os entes queridos.

## Chart
| Chart (2002–2003)                             | Melhor posição |
| --------------------------------------------- | -------------- |
| Bélgica (Ultratip Bubbling Under de Flandres) | 10             |
| Bélgica (Ultratip Bubbling Under da Valônia)  | 14             |
| Comunidade dos Estados Independentes (Tophit) | 75             |
| El Salvador (Notimex)                         | 3              |
| Guatemala (Notimex)                           | 5              |
| Países Baixos (Single Top 100)                | 97             |
| Estados Unidos (Billboard Hot Latin Songs)    | 4              |
| Estados Unidos (Billboard Latin Pop Airplay)  | 2              |

| Chart (2003) | Posição |
| ------------ | ------- |
| CIS (Tophit) | 112     |